# Dominique Farran
Pour les articles homonymes, voir Farran.
Dominique Farran (né le 18 avril 1947 à Paris où il est mort le 5 novembre 2019) est un animateur de radio et journaliste français,,,.

## Biographie
Dominique Farran est le fils de Jean Farran (ancien directeur des programmes à RTL) et le père de Sébastien Farran (producteur et manager d'artistes).
Il travaille pour Paris Match comme journaliste et pour RTL comme chroniqueur musical, quand on lui demande d’organiser les premiers concerts rock pour RTL, qu’il fera durant 20 ans.
À son actif, entre autres : Ike et Tina Turner, Pink Floyd, Paul McCartney, Les Rolling Stones (octobre 1973 en Belgique), Michel Polnareff (1975 à Bruxelles).
Il est également dès la fin de l'année 1978, l’animateur de « Live » devenu « WRTL Live » en 1980, émission qui diffusait le samedi soir, après le journal de 22 h, des concerts récemment enregistrés. Émission de diffusion ceinte d'un très judicieux générique, collage de quelques extraits fracassants de l'histoire du rock, extraits où venait s'insérer sa voix chaude lançant le nom-titre de l'émission, aux débuts de façon convaincue, puis progressivement teintée d'une auto-ironie certaine.